# Chanson de Ronsard
La Chanson de Ronsard est une mélodie pour voix et piano de la compositrice française Claude Arrieu, écrite en 1927.

## Contexte et création
Claude Arrieu compose sa Chanson de Ronsard sur un texte de Pierre de Ronsard, tiré des Pièces retranchées des Amours de Marie, en 1927. La pièce est encore inédite.